# Eurytenes
Eurytenes is een geslacht van insecten uit de orde vliesvleugeligen (Hymenoptera) en de familie schildwespen (Braconidae).

## Soorten
- E. abnormis (Wesmael, 1835)
- E. basinervis Wu & Chen, 2005
- E. blantoni (Fischer, 1964)
- E. britannicola Fischer, 2006
- E. campanariae (Fischer, 1959)
- E. cinctiventris (Fischer, 1959)
- E. cratospilus Chen & Weng, 2005
- E. cubitalis (Fischer, 1959)
- E. dichromus Walker & Wharton, 2011
- E. glabratus Wu & Chen, 2005
- E. impatientis (Fischer, 1957)
- E. jucundicola (Fischer, 1984)
- E. leptostigma (Wesmael, 1835)
- E. longiradialis (Fischer, 1957)
- E. macrocerus (Thomson, 1895)
- E. microsomus Walker & Wharton, 2011
- E. multicellis Fischer, 2005
- E. oetztalicola Fischer, 1998
- E. orientalis Fischer, 1966
- E. ormenus Walker & Wharton, 2011
- E. pachycephalus Walker & Wharton, 2011
- E. plovdivensis (Zaykov & Fischer, 1983)
- E. rugosulcus Wu & Chen, 2005
- E. scutellatus (Fischer, 1962)
- E. setoputeus Wu & Chen, 2005
- E. stigmaticus (Fischer, 1958)
- E. stigmatocauda Fischer, 2006
- E. tutus (Fischer, 1977)